# Calor específico
La capacidad calorífica específica, calor específico o capacidad térmica específica  es una magnitud física que se define como la cantidad de calor que hay que suministrar a la unidad de masa de una sustancia o sistema termodinámico para elevar su temperatura en una unidad; esta se mide en varias escalas. En general, el valor del calor específico depende del valor de la temperatura inicial. Se le representa con la letra {\displaystyle c\,\!} (minúscula).
De forma análoga, se define la capacidad calorífica como la cantidad de calor que se debe suministrar a toda la masa de una sustancia para elevar su temperatura en una unidad (kelvin o grado Celsius). Se la representa con la letra {\displaystyle C\,\!} (mayúscula).
Por lo tanto, el calor específico es el cociente entre la capacidad calorífica y la masa, esto es {\displaystyle c=C/m\,\!} donde {\displaystyle m\,\!} es la masa de la sustancia.

## Introducción
El calor específico es una propiedad intensiva de la materia, por lo que es representativo de cada materia; por el contrario, la capacidad calorífica es una propiedad extensiva representativa de cada cuerpo o sistema particular. (Ver tabla en: Calor específico y capacidad calorífica de algunos materiales.)
Cuanto mayor es el calor específico de las sustancias, más energía calorífica se necesita para incrementar la temperatura. Por ejemplo, se requiere ocho veces más energía para incrementar la temperatura de un lingote de magnesio que para un lingote de plomo de la misma masa.
El término «calor específico» tiene su origen en el trabajo del físico Joseph Black, quien realizó variadas medidas calorimétricas y usó la frase «capacidad para el calor». En esa época la mecánica y la termodinámica se consideraban ciencias independientes, por lo que actualmente el término podría parecer inapropiado; tal vez un mejor nombre podría ser transferencia de energía calorífica específica, pero el término está demasiado arraigado para ser reemplazado.

### Ecuaciones básicas
La capacidad calorífica específica media ({\displaystyle {\hat {c}}}) correspondiente a un cierto intervalo de temperaturas {\displaystyle \Delta T\,} se define en la forma:

{\displaystyle {\hat {c}}={\frac {Q}{m\,\Delta T}}}

donde {\displaystyle Q\,} es la transferencia de energía en forma calorífica entre el sistema y su entorno u otro sistema, {\displaystyle m\,} es la masa del sistema (se usa una n cuando se trata del calor específico molar) y
{\displaystyle \Delta T\,} es el incremento de temperatura que experimenta el sistema. El calor específico ({\displaystyle c\,\!}) correspondiente a una temperatura dada {\displaystyle T\,\!} se define como:

{\displaystyle c=\lim _{\Delta T\to 0}{\frac {Q}{m\,\Delta T}}={\frac {1}{m}}{\frac {\mathrm {d} Q}{\mathrm {d} T}}}

La capacidad calorífica específica ({\displaystyle c\,\!}) es una función de la temperatura del sistema; esto es, {\displaystyle c(T)\,\!}. Esta función es creciente para la mayoría de las sustancias (excepto para los gases monoatómicos y diatómicos). Esto se debe a efectos cuánticos que hacen que los modos de vibración estén cuantizados y solo estén accesibles a medida que aumenta la temperatura. Conocida la función {\displaystyle c(T)\,\!}, la cantidad de calor asociada con un cambio de temperatura del sistema desde la temperatura inicial {\displaystyle T_{\text{i}}} a la final {\displaystyle T_{\text{f}}} se calcula mediante la integral siguiente:

{\displaystyle Q=m\int _{T_{\text{i}}}^{T_{\text{f}}}c\,\mathrm {d} T}

En un intervalo donde el calor específico sea aproximadamente constante la fórmula anterior puede escribirse simplemente como:

{\displaystyle Q\approx mc\Delta T}

### Cantidad de sustancia
Cuando se mide el calor específico en ciencia e ingeniería, la cantidad de sustancia es a menudo de masa, ya sea en gramos o en kilogramos, ambos del SI. Especialmente en química, sin embargo, conviene que la unidad de la cantidad de sustancia sea el mol al medir el calor específico, el cual es un cierto número de moléculas o átomos de la sustancia. Cuando la unidad de la cantidad de sustancia es el mol, el término calor específico molar se puede usar para referirse de manera explícita a la medida; o bien usar el término calor específico másico, para indicar que se usa una unidad de masa.

### Conceptos relacionados
Hay dos condiciones notablemente distintas bajo las que se mide el calor específico y éstas se denotan con sufijos en la letra {\displaystyle c}. El calor específico de los gases normalmente se mide bajo condiciones de presión constante (Símbolo: {\displaystyle c_{\text{p}}}). Las mediciones a presión constante producen valores mayores que aquellas que se realizan a volumen constante ({\displaystyle c_{\text{v}}}), debido a que en el primer caso se realiza un trabajo de expansión.
El cociente entre los calores específicos a presión constante y a volumen constante para una misma sustancia o sistema termodinámico se denomina coeficiente adiabático y se designa mediante la letra griega {\displaystyle \gamma \,} (gamma). Este parámetro aparece en fórmulas físicas, como por ejemplo la de la velocidad del sonido en un gas ideal.
El calor específico de las sustancias distintas de los gases monoatómicos no está dado por constantes fijas y puede variar un poco dependiendo de la temperatura. Por lo tanto, debe especificarse con precisión la temperatura a la cual se hace la medición. Así, por ejemplo, el calor específico del agua exhibe un valor mínimo de 4.17542 J/(g·K) [0.99795 cal/(g·K)] para la temperatura de 34.5 °C, en tanto que vale 4.21488 J/(g·K) [1.00738 cal/(g·K)] a 0 °C. Por consiguiente, el calor específico del agua varía menos del 1 % respecto de su valor de 4.184 J/(g·K) [1 cal/(g·K)] a 15 °C, por lo que a menudo se le considera como constante.
La presión a la que se mide el calor específico es especialmente importante para gases y líquidos.

### Capacidad calorífica de sólidos, líquidos y gases
Desde que se empezaron a medir la capacidad calorífica de diferentes sustancias se apreciaron algunas generalizaciones importantes.
- Muchos sólidos tenían una capacidad calorífica cercana a 3R de acuerdo con la ley de Dulong-Petit. El Modelo de Debye basado en aspectos cuánticos del problema de transmisión de calor dentro de una red cristalina finalmente dio una explicación convincente de la ley empírica de Dulong-Petit.
- Muchos gases tenían capacidades caloríficas cercas a γR/2 (donde γ es un número entero dependiente de la estructura molecular del gas).

## Unidades

### Unidades del calor
La unidad de medida del calor en el Sistema Internacional es el julio o joule (J).
A veces, la caloría (cal) todavía se usa en las aplicaciones científicas y tecnológicas. La caloría se define como la cantidad de calor necesario para aumentar en 1 °C y a la presión de una atmósfera (1 atm), la temperatura de un gramo de agua destilada, en el intervalo de 14.5 °C a 15.5 °C. Es decir, tiene una definición basada en el calor específico. Hay que hacer notar que la caloría no está reconocida en el Sistema Internacional, de modo que en muchos países no se reconoce su uso en documentos oficiales, por lo que no es aconsejable su uso.
En el sistema de unidades anglosajón se usa la BTU, que se define como la cantidad de calor que se requiere para elevar un grado Fahrenheit la temperatura de una libra de agua en condiciones atmosféricas normales. Es decir, tiene la misma definición que la caloría utilizando unidades del sistema anglosajón.

### Unidades de calor específico
En el Sistema Internacional de Unidades, el calor específico se expresa en julios por kilogramo y por kelvin (J·kg−1·K−1); otra unidad, no perteneciente al SI, es la caloría por gramo y por grado centígrado (cal·g−1·°C−1). Así, el calor específico del agua es aproximadamente 1 cal/(g·°C) en un amplio intervalo de temperaturas, a la presión atmosférica; y exactamente 1 cal·g−1·°C−1 en el intervalo de 14.5 °C a 15.5 °C (por la definición de la unidad caloría).
En Estados Unidos, y en otros pocos países donde se sigue utilizando el Sistema Anglosajón de Unidades, en aplicaciones no científicas, el calor específico se suele medir en BTU (unidad de calor) por libra (unidad de masa) y grado Fahrenheit (unidad de temperatura).

## Factores que afectan el calor específico

Las moléculas tienen una estructura interna porque están compuestas de átomos que tienen diferentes formas de moverse en las moléculas. La energía cinética almacenada en estos grados de libertad internos no contribuye a la temperatura de la sustancia sino a su calor específico.

### Grados de libertad
El comportamiento termodinámico de las moléculas de los gases monoatómicos, como el helio y de los gases diatómicos, como el hidrógeno es muy diferente. En los gases monoatómicos, la energía interna corresponde únicamente a movimientos de traslación. Los movimientos traslacionales son movimientos de cuerpo completo en un espacio tridimensional en el que las partículas se mueven e intercambian energía en colisiones en forma similar a como lo harían pelotas de goma encerradas en un recipiente que se agitaran con fuerza. (vea la animación aquí). Estos movimientos simples en los ejes dimensionales ({\displaystyle x,y,z}) implican que los gases monoatómicos solo tienen tres grados de libertad traslacionales.
Las moléculas con mayor cantidad de átomos, en cambio tienen varios grados de libertad internos adicionales, rotacionales y vibracionales, ya que son objetos complejos. Se comportan como una población de átomos que pueden moverse dentro de una molécula de distintas formas (ver la animación a la derecha). La energía interna se almacena en estos movimientos internos. Por ejemplo, el nitrógeno, que es una molécula diatómica, tiene cinco grados de libertad disponibles: los tres traslacionales más dos rotacionales de libertad interna. Cabe destacar que la capacidad calorífica molar a volumen constante de los gases monoatómicos es {\displaystyle {\begin{matrix}{\frac {3}{2}}\end{matrix}}R}, siendo R la constante universal de los gases ideales, mientras que para el nitrógeno diatómico vale {\displaystyle {\begin{matrix}{\frac {5}{2}}\end{matrix}}R}, lo cual muestra claramente la relación entre los grados de libertad y el calor específico.

### Masa molar
Una de las razones por las que el calor específico adopta diferentes valores para diferentes sustancias es la diferencia en masas molares, que es la masa de un mol de cualquier elemento, la cual es directamente proporcional a la masa molecular del elemento, suma de los valores de las masas atómicas de la molécula en cuestión. La energía calorífica se almacena gracias a la existencia de átomos o moléculas vibrando. Si una sustancia tiene una masa molar más ligera, entonces cada gramo de ella tiene más átomos o moléculas disponibles para almacenar energía. Es esta la razón por la que el hidrógeno, la sustancia con la menor masa molar, tiene un calor específico tan elevado; porque un gramo de esta sustancia contiene una cantidad muy grande de moléculas.
Una consecuencia de este fenómeno es que, cuando se mide el calor específico en términos molares la diferencia entre sustancias se hace menos acusada, y el calor específico del hidrógeno deja de ser atípico. Del mismo modo, las sustancias moleculares (que también absorben calor en sus grados internos de libertad), pueden almacenar grandes cantidades de energía por mol si se trata de moléculas grandes y complejas, y en consecuencia su calor específico medido en términos másicos es menos notable.
Ya que la densidad media de un elemento químico está fuertemente relacionada con su masa molar, en términos generales existe una fuerte correlación inversa entre la densidad del sólido y su cp (calor específico a presión constante medido en términos másicos). Grandes lingotes de sólidos de baja densidad tienden a absorber más calor que un lingote pequeño de un sólido de la misma masa pero de mayor densidad ya que el primero por lo general contiene más átomos. En consecuencia, en términos generales, hay una correlación cercana entre el volumen de un elemento sólido y su capacidad calorífica total. Sin embargo, hay muchas desviaciones de esta correlación general.

### Enlaces puente de hidrógeno
Las moléculas que contienen enlaces polares de hidrógeno tienen la capacidad de almacenar energía calorífica en éstos enlaces, conocidos como puentes de hidrógeno.

### Impurezas
En el caso de las aleaciones, hay ciertas condiciones en las cuales pequeñas impurezas pueden alterar en gran medida el calor específico medido. Las aleaciones pueden mostrar una marcada diferencia en su comportamiento incluso si la impureza en cuestión es uno de los elementos que forman la aleación; por ejemplo, las impurezas en aleaciones semiconductoras ferromagnéticas pueden llevar a mediciones muy diferentes, tal como predijeron por primera vez White y Hogan.

## Tabla de calores específicos y sustancias
| Sustancia | Fase            | cp (másico) J·g−1·K−1 | cp (molar) J·mol−1·K−1                                             | cv (molar) J·mol−1·K−1                                             | Capacidad calorífica volumétrica J cm−3 K−1 |
| --- | --------------- | --------------------- | ------------------------------------------------------------------ | ------------------------------------------------------------------ | ------------------------------------------- |
| Gas monoatómico (Ideal)                                                                                                   | gas             |                       | {\displaystyle {\begin{matrix}{\frac {5}{2}}\end{matrix}}}R = 20.8 | {\displaystyle {\begin{matrix}{\frac {3}{2}}\end{matrix}}}R = 12.5 |                                             |
| Helio | gas             | 5.1932                | 20.8                                                               | 12.5                                                               | 9.27e-4                                     |
| Argón | gas             | 0.5203                | 20.8                                                               | 12.5                                                               | 9.28e-4                                     |
| Gas diatómico (Ideal) | gas             |                       | {\displaystyle {\begin{matrix}{\frac {7}{2}}\end{matrix}}}R = 29.1 | {\displaystyle {\begin{matrix}{\frac {5}{2}}\end{matrix}}}R = 20.8 |                                             |
| Hidrógeno | gas             | 14.30                 | 28.82                                                              | 20.4                                                               | 1.29e-3                                     |
| Nitrógeno | gas             | 1.040                 | 29.12                                                              | 20.8                                                               | 1.30e-3                                     |
| Oxígeno | gas             | 0.918                 | 29.4                                                               | 21.1                                                               | 1.31e-3                                     |
| Aire (en condiciones típicas de habitación)                                                                               | gas             | 1.012                 | 29.19                                                              |                                                                    |                                             |
| Aluminio | sólido          | 0.897                 | 24.2                                                               |                                                                    | 2.422                                       |
| Amoníaco | líquido         | 4.700                 | 80.08                                                              |                                                                    | 3.263                                       |
| Antimonio | sólido          | 0.207                 | 25.2                                                               |                                                                    | 1.386                                       |
| Arsénico | sólido          | 0.328                 | 24.6                                                               |                                                                    | 1.878                                       |
| Berilio | sólido          | 1.82                  | 16.4                                                               |                                                                    | 3.367                                       |
| Carbono (diamante) | sólido          | 0.519                 |                                                                    |                                                                    |                                             |
| Carbono (grafito) | sólido          | 0.711                 |                                                                    |                                                                    |                                             |
| Cobre | sólido          | 0.385                 | 24.47                                                              |                                                                    | 3.45                                        |
| Diamante | sólido          | 0.5091                | 6.115                                                              |                                                                    | 1.782                                       |
| Etanol | líquido         | 2.44                  | 112                                                                |                                                                    | 1.925                                       |
| Gasolina | líquido         | 2.22                  | 228                                                                |                                                                    |                                             |
| Oro | sólido          | 0.1291                | 25.42                                                              |                                                                    | 2.492                                       |
| Plata | sólido          | 0.237                 | 25.56                                                              |                                                                    |                                             |
| Grafito | sólido          | 0.710                 | 8.53                                                               |                                                                    | 1.534                                       |
| Hierro dulce | sólido          | 0.450                 | 25.1                                                               |                                                                    | 3.537                                       |
| Níquel | sólido          | 0.444                 |                                                                    |                                                                    |                                             |
| Plomo | sólido          | 0.129                 | 26.4                                                               |                                                                    | 1.44                                        |
| Wolframio | sólido          | 0.133                 |                                                                    |                                                                    |                                             |
| Titanio | sólido          | 0.523                 |                                                                    |                                                                    |                                             |
| Litio | sólido          | 3.58                  | 24.8                                                               |                                                                    | 1.912                                       |
| Magnesio | sólido          | 1.02                  | 24.9                                                               |                                                                    | 1.773                                       |
| Mercurio | líquido         | 0.1395                | 27.98                                                              |                                                                    | 1.888                                       |
| Neón | gas             | 1.0301                | 20.7862                                                            | 12.4717                                                            |                                             |
| cera de parafina | sólido          | 2.5                   | 900                                                                |                                                                    | 2.325                                       |
| Sílice (fundido) | sólido          | 0.703                 | 42.2                                                               |                                                                    | 1.547                                       |
| Uranio | sólido          | 0.116                 | 27.7                                                               |                                                                    | 2.216                                       |
| Agua | gas (100 °C)    | 2.080                 | 37.47                                                              | 28.03                                                              |                                             |
| Agua | líquido (25 °C) | 4.1813                | 75.327                                                             | 74.53                                                              | 4.184                                       |
| Agua | sólido (0 °C)   | 2.050                 | 38.09                                                              |                                                                    | 2.100                                       |
| Alúmina Al2O3 | sólido          | 0.160                 |                                                                    |                                                                    |                                             |
| MgO | sólido          | 0.457                 |                                                                    |                                                                    |                                             |
| SiC | sólido          | 0.344                 |                                                                    |                                                                    |                                             |
| Nylon 66 | sólido          | 1.20-2.09             |                                                                    |                                                                    |                                             |
| Fenólicos | sólido          | 1.40-1.67             |                                                                    |                                                                    |                                             |
| Polietileno (AD) | sólido          | 1.92-2.30             |                                                                    |                                                                    |                                             |
| Polipropileno | sólido          | 1.880                 |                                                                    |                                                                    |                                             |
| Politetrafluoretileno | sólido          | 1.050                 |                                                                    |                                                                    |                                             |
| Todas las medidas son a 25 °C a menos que se indique lo contrario, Los mínimos y máximos notables se muestran en negrita. |                 |                       |                                                                    |                                                                    |                                             |

1. ↑  Divida el calor específico másico del Magnesio entre 8 y comprobará que es muy cercano a ocho veces el del Plomo. El calor específico del agua es igual a 0.99795 Kcal/(kg·K.
2. ↑  Puede notar que el calor específico (molar) de los gases monoatómicos se comporta de acuerdo a ciertas constantes, mientras que los valores predichos para otros gases no se ajustan con la misma precisión.
3. ↑  Suponiendo una altitud de 194 metros (el promedio de la población mundial), una temperatura de 23 °C, un 40.85 % de humedad y 760 mmHg de presión.

## Materiales de construcción
Estos datos son de utilidad al calcular los efectos del calor sobre los materiales que formen un edificio:
| Sustancia      | Estado de agregación | cp J·g−1·K−1 |
| -------------- | -------------------- | ------------ |
| Asfalto        | sólido               | 0.92         |
| Ladrillo       | sólido               | 0.84         |
| Hormigón       | sólido               | 0.88         |
| Vidrio, sílice | sólido               | 0.84         |
| Vidrio, crown  | sólido               | 0.67         |
| Vidrio, flint  | sólido               | 0.503        |
| Vidrio, pyrex  | sólido               | 0.876        |
| Granito        | sólido               | 0.790        |
| Yeso           | sólido               | 1.09         |
| Mármol, mica   | sólido               | 0.880        |
| Arena          | sólido               | 0.835        |
| Suelo          | sólido               | 0.80         |
| Madera         | sólido               | 0.49         |